# Зграда школе у Божурњи
Зграда школе у Божурњи, насељеном месту на територији општине Топола, задужбина је Михајла Ђоке Павловића, родом из овог села.
Михајло Павловић (Божурња, 1840 — Крушевац, 1915) био је познати београдски трговац, члан Управе Народне банке, председник Српске кредитне банке и народни посланик. Зграду школе је подигао 1891. године у спомен на своју фамилију и родитеље Марка и Стаменије Манојловић. 
Школа данас ради као издвојено одељење Основне школе „Карађорђе” из Тополе.
У дворишту школе се налазе и два споменика погинулим борцима потоњих ратова.